# Esteban Corbera
Esteban Corbera (n. Barcelona, siglo XVI) fue un escritor español, autor del libro de caballerías Febo el troyano, que fue publicado en 1576 en Barcelona, en la imprenta de Pedro Malo. No debe confundirse con el historiador Esteban de Corbera, autor de la Cataluña ilustrada, que vivió entre 1563 y 1632.
Corbera dedicó su obra a doña Mencía Fajarda y de Zúñiga, marquesa de los Vélez y Molina, por lo que se ha sugerido que podría haber estado al servicio de esos marqueses. En el texto se refiere a Febo el troyano como su primera obra (“fruto primero del árbol de mi entendimiento produzido”); pero no se conoce ninguna otra producción suya. De la obra puede deducirse que Corbera, quien no escatima en sus páginas los alardes de erudición, contaba con una apreciable cultura, ya que conocía bien las historias de la guerra de Troya, la Selva de aventuras de Jerónimo de Contreras  (publicada en 1565), El patrañuelo de Juan de Timoneda (1567) y varios libros de caballerías, como la Primera parte del Espejo de príncipes y caballeros de Diego Ortúñez de Calahorra (1555), el Rogel de Grecia de Feliciano de Silva (1535), el Cirongilio de Tracia de Bernardo de Vargas (1545) y el Olivante de Laura de Antonio de Torquemada (1564). En gran medida su obra es un plagio de estos libros de caballerías, especialmente del Espejo de Príncipes y Caballeros de Ortúñez de Calahorra. También se nota cierta influencia de Petrarca.
Febo el troyano al parecer no tuvo buena acogida y nunca se reimprimió.